# Australina flaccida
Australina flaccida är en nässelväxtart som först beskrevs av Achille Richard, och fick sitt nu gällande namn av Hugh Algernon Weddell. Australina flaccida ingår i släktet Australina och familjen nässelväxter. Inga underarter finns listade i Catalogue of Life.